# Хокко-Мару (5385)
Хокко-Мару (Hokko Maru) — судно, яке під час Другої світової війни взяло участь у операціях японських збройних сил на Каролінських островах.
Хокко-Мару спорудили в 1940 році на верфі Harima Shipbuilding and Engineering у Айой на замовлення компанії Dairen Kisen.
Станом на середину листопада 1943-го судно перебувало на атолі Трук у центральній частині Каролінських островів (тут ще до війни створили потужну базу японського ВМФ, з якої до лютого 1944-го провадились операції в низці архіпелагів). 14 листопада Хокко-Мару вирушило до Японії в конвої № 4114. 19 листопада в районі за сім сотень кілометрів на південний схід від островів Огасавара підводний човен USS Harder торпедував та потопив судно, загинуло 45 членів екіпажу та пасажирів.